# Ischnacanthiformes
De Ischnacanthiformes zijn een orde van uitgestorven Acanthodii uit het Laat-Paleozoïcum. De pantsers die aan ze worden toegeschreven dateren al uit het Midden- en Laat-Siluur, met de oudste, meer complete fossielen uit het Vroeg-Devoon van Engeland en Canada. Tegen het einde van het Devoon stierven de meeste vormen uit. Een aantal, zoals Acanthodops overleefden tot het Laat-Carboon.

## Kenmerken
De Ischnacanthiformes hadden een langer en lichter lichaam dan de Climatiiformes. Ze hadden twee rugvinnen, elk met een vinstekel als achterrand. De vinstekels van de Ischnacanthiformes waren meestal slank en smal en reikten diep in het lichaam. Hun schubben waren dun. Met uitzondering van de basale ischnacanthiform Uraniacanthus uit Engeland, misten de ischnacanthiformen extra stekels tussen de borst- en buikvinnen. De rand van het palatoquadratum en het kraakbeen van Meckel bij de muil was verbeend en bedekt met tanden die stevig aan het bot waren vastgemaakt. Het benige pantser rond de schoudergordel, dat kenmerkend is voor de Climatiiformes, ontbreekt bij de Ischnacanthiformes.
Over het algemeen zijn de Ischnacanthiformes slecht van vondsten bekend, veel beschreven geslachten zijn alleen bekend van losse kaken en tandspiralen. De meeste Ischnacanthiformes waren niet-gespecialiseerde vissen die kleine prooien aten. Sommige grotere en meer geëvolueerde vormen kunnen ook op grotere prooien gejaagd hebben. Het grootste geslacht, Xylacanthus, van de Ischnacanthiformes, gevonden op Spitsbergen, is geschat op twee meter lang, maar is alleen bekend van de kaken.

## Systematiek
De Ischnacanthiformes worden gerekend tot de Acanthodii en worden ook wel stekelhaaien genoemd. Ze zijn waarschijnlijk de zustergroep van de Acanthodiformes en vormen samen met deze de zustergroep van de beenvissen (Osteichthyes) of ze moeten worden geplaatst in de voorouderlijke groep van beenvissen.